# Batalla de Pelusio
La batalla de Pelusio se libró en el 525 a. C., a las puertas de Pelusio en el Bajo Egipto, en ella se enfrentaron las fuerzas del rey persa Cambises II, que derrotaron a las del faraón Psamético III. Esta batalla fue decisiva para que los persas se pudieran apoderar del trono de Egipto.
Pelusio fue una antigua ciudad del Bajo Egipto, situada en el extremo nordeste del delta del Nilo, en la desembocadura más oriental del Nilo. Fue la ciudad más importante del este del Bajo Egipto. Estaba a treinta kilómetros al sureste del actual Puerto Saíd.
La leyenda cuenta que durante el asedio de Pelusio, Cambises ideó una estratagema para vencer la resistencia de esta ciudad. Utilizó animales que los egipcios consideraban sagrados como gatos, perros, ibis y otros animales como escudos frente a su ejército. Al ver que los felinos corrían peligro de muerte, los habitantes se rindieron sin ofrecer pelea. En otras fuentes estos animales se lanzaban sobre las murallas de los egipcios como una tortura psicológica.

## Antecedentes
El faraón egipcio Amasis II falleció después de un próspero y extenso reinado, siendo sucedido por su hijo Psamético III, quien estuvo en el poder menos de seis meses. Este faraón joven e inexperto muy probablemente intentó todo lo que estaba a su alcance para defender a su país de la invasión persa, pero no tuvo éxito. Cambises había decidido conquistar Egipto, el único Estado que permanecía independiente en esa parte del mundo. Cambises se había preparado para marchar a través del desierto mediante una alianza que había sellado con los jefes árabes, que le proveyeron de agua.

## Los motivos
Psamético había pensado que Egipto podría aguantar el ataque persa, gracias a una alianza que habían acordado con los griegos, pero sus esperanzas no se concretaron, ya que los pueblos chipriotas y el tirano Polícrates de Samos, que contaba con una gran flota, habían cambiado de idea y ahora se habían aliado a los persas. Polícrates envió 40 trirremes a los persas, confiando en que la tripulación fuera ejecutada por Cambises. Pero cuando estaban a mitad del camino la tripulación adivinó sus intenciones y regresaron al puerto.

## La batalla
El evento militar decisivo tuvo lugar en Pelusio. El enfrentamiento entre los dos ejércitos fue más una carnicería que una batalla. Los egipcios, al mando de un joven príncipe inexperto, no eran un contrincante a la altura de los persas. Y aunque algunos de los mercenarios seguramente opusieron resistencia, ellos estaban en desventaja numérica y no eran mejores guerreros que sus oponentes. Los egipcios debieron haber sufrido gran cantidad de bajas. Esto también puede deberse a que a lo mejor los egipcios se resistían a combatir con los persas, ya que los persas llevaban sus escudos adornados con la imagen de Bastet, la diosa con cabeza de gata o leona, que los egipcios tendrían reparo en golpear. Según Ctesias, cayeron unos 50 000 egipcios, mientras que los persas solo perdieron 7000 soldados. Después de este breve enfrentamiento, las tropas de Psamético huyeron, y pronto la retirada se convirtió en desbandada.
Las tropas que sobrevivieron intentaron refugiarse en la fortaleza de Pelusio pero, según la crónica del general y abogado macedonio Polieno, Cambises para evitar el asedio lanzó contra las murallas una oleada de animales que los egipcios consideraban sagrados (principalmente gatos), para obtener cobertura tras ellos; sin embargo, Heródoto no llegó a mencionar esta estratagema. Según la narración, el gato para los egipcios era un símbolo sagrado de protección, y debió desmoralizar a los egipcios ver que la diosa Bastet permitía que se ofendiera a los gatos de esa manera. Percibiendo esto como un signo de infortunio, se arrepintieron de esconderse en la fortaleza, y continuaron su huida. Los fugitivos no se detuvieron hasta llegar a Menfis, donde se refugiaron tras las murallas.